# These Days (chanson de Bon Jovi)
Pour les articles homonymes, voir These Days.
Singles de Bon Jovi
Lie to Me
(1995) Hey God
(1996)
Clip vidéo
[vidéo] « These Days », sur YouTube
These Days est une chanson du groupe de rock américain Bon Jovi extraite de leur sixième album studio, These Days, paru le 27 juin 1995.
Un single avec cette chanson sort également. En Europe, c'était le quatrième single tiré de cet album.
Au Royaume-Uni, le single a atteint la 7e place au classement national (dans la semaine du 10 au 16 mars 1996).

## Classements hebdomadaires
| Classement (1996)              | Meilleure position |
| ------------------------------ | ------------------ |
| Allemagne (GfK Entertainment)  | 61                 |
| Australie (ARIA)               | 38                 |
| Irlande (IRMA)                 | 22                 |
| Pays-Bas (Single Top 100)      | 45                 |
| Royaume-Uni (UK Singles Chart) | 7                  |
| Royaume-Uni (UK Rock Chart)    | 1                  |
| Suisse (Schweizer Hitparade)   | 31                 |